# Alveringem
Alveringem és un municipi belga de la província de Flandes Occidental a la regió de Flandes, a la frontera amb França al Westhoek, regat per l'IJzer i el Lovaart.

## Seccions
| #    | Nom           | Superfície (km²) | Població (31-12-2008) |
| ---- | ------------- | ---------------- | --------------------- |
| I    | Alveringem    | 18,98            | 1599                  |
| II   | Oeren         | 2,89             | 51                    |
| III  | Sint-Rijkers  | 3,72             | 110                   |
| IV   | Izenberge     | 4,51             | 367                   |
| V    | Leisele       | 15,38            | 809                   |
| VI   | Hoogstade     | 5,66             | 371                   |
| VII  | Gijverinkhove | 3,92             | 320                   |
| VIII | Beveren       | 12,35            | 691                   |
| IX   | Stavele       | 12,63            | 660                   |

Font: Ajuntament d'Alveringem

## Localització
- a. Houtem (Veurne)
- b. Vinkem (Veurne)
- c. Wulveringem (Veurne)
- d. Eggewaartskapelle (Veurne)
- e. Zoutenaaie (Veurne)
- f. Lampernisse (Diksmuide)
- g. Lo (Lo-Reninge)
- h. Pollinkhove (Lo-Reninge)
- i. Oostvleteren (Vleteren)
- j. Westvleteren (Vleteren)
- k. Krombeke (Poperinge)
- l. Proven (Poperinge)
- m. Roesbrugge-Haringe (Poperinge)
- n. Bambeke
- o. Oostkappel
- p. Hondschote